# Souani
Souani (appelée aussi El Achache) est une commune de la wilaya de Tlemcen, située à 23 km au nord-ouest de Maghnia, 37 km au sud-est de Marsa Ben M'Hidi et à 70 km à l'ouest de Tlemcen.

## Toponymie
En arabe السُّوانِ « as-swani » signifie le cygne. La toponymie précise reste à établir.

### Situation
Le territoire de la commune de Souani est situé au nord-ouest de la wilaya de Tlemcen. Son chef-lieu est situé à environ 54 km à vol d'oiseau au nord-ouest de Tlemcen.
| Bab El Assa | Bab El Assa, Souahlia | Djebala |
| (Maroc)     | Souani                | Djebala |
| Maghnia     | Maghnia               | Maghnia |

### Localités de la commune
En 1984, la commune de Souani est constituée à partir des localités suivantes :
- Souani (chef lieu)
- Ouled Ahmed
- Abbadine
- Arara
- Benslimane
- Ouled Meziane
- Ouled Benazza
- Ouled Berramdane
- Aouchera
- Ababssa
- Meghagha
- Sidi Boudjenane
- Ouled tayeb

- harcha
- el hamri

## Histoire
À l'origine, la région est le territoire des Achaches, une tribu hillalienne, et des Mghagha, une tribu berbère. Si la première est toujours présente notamment dans les Aures, à Jijel et à Bejaia, en Algérie, et entre Casablanca et Settat, au Maroc, la seconde, assimilée par les Achaches et les Angad, est éteinte,
Jusqu'à la perte de son statut de commune au profit de Bab-El-Assa, Souani était appelée commune des Achaches, du nom d'une tribu qui a quitté "le pays du jujubier sauvage" en partie du fait des guerres entre Zianides et Mérinides, dans une première phase, et, plus tard, après une sécheresse à l'origine d'une maladie qui a décimé le bétail. Restée longtemps inhabitée, les éleveurs firent de la région une zone de transit des deux côtés de la frontière. À partir du la population de la ville, quelques familles d’éleveurs ont défriché des terres, foré des puits et s'y sont établies. C'est ainsi que la région fut progressivement repeuplée autour des trois principales figures religieuses : Sidi Boudjnane, Sidi Amer et Sidi Hçine.
Durant la période française, les autorités coloniales attribuèrent à Souani l'appellation peu flatteuse de "repaire de pirates". Le territoire s'étendant le long des frontières algéro-marocaines, des bandes de la région se sont rendues célèbres en rançonnant les marchands se rendant des villes de l'ouest algérien vers celles de l'est marocain et inversement.
À l’extrémité Nord de la commune, en septembre 1845, eut lieu la bataille de Sidi Brahim. Durant la guerre d'Algérie les neuf dixièmes de la commune se trouvaient dans la "Zone Interdite" mais cela ne l'a pas empêchée d'être une zone de passage d'armes et de munitions du Maroc vers l'Algérie occupée. La commune compte les martyrs suivants : Benslimane Belaid, Zahaf Kaddour, Cherigui Abdelkader, Amri Mohamed, Amri Abdelkader, Benachour Kaddour, Tayeb Lakhdar, Tayeb Tayeb, Hamdoune Abdesselam, etc.

## Démographie
Selon le recensement général de la population et de l'habitat de 2008, la population de la commune de Souani est évaluée à 9 513 habitants contre 8 227 en 1998.